# Julijanski koledar
Julijánski koledár je oblika koledarja, ki temelji na tropskem letu (Sončevo leto) in se imenuje po Gaju Juliju Cezarju. Koledar so uvedli leta 46 pr. n. št. in je začel veljati leto kasneje 45 pr. n. št. (oziroma leta 708 ab urbe condita). Največ zaslug za uvedbo tega koledarja gre Sosigenu. Koledar odseva težnjo približati se dolžini tropskega leta v tistem času. Koledar je imel navadno leto s 365 dnevi, ki je bilo razdeljeno na 12 mesecev in vsake štiri leta so dodali prestopno leto. 
Koledar je na nekaterih območjih ostal v veljavi vse do danes, uporabljajo ga tudi nekatere pravoslavne Cerkve, ki niso hotele sprejeti novega (Milankovićevega) pravoslavnega koledarja.
Večina držav danes uporablja gregorijanski koledar.